# Miguel Muñoz
Miguel Muñoz Mozún (* 19. Januar 1922 in Madrid; † 16. Juli 1990 ebenda) war ein spanischer Fußballspieler und -trainer. Er verbrachte den größten Teil seiner Laufbahn bei Real Madrid, wo er bis zum heutigen Tag der am längsten dienende und erfolgreichste Trainer der Klubgeschichte ist. Außerdem war er 1969 bzw. von 1982 bis 1988 Cheftrainer des spanischen Nationalteams.
1984 führte er Spanien bis ins Finale der Europameisterschaft.

## Spielerkarriere
Miguel Muñoz begann seine Fußballerlaufbahn bei diversen kleineren Madrider Klubs wie Escolapios, Buenavista, Pavon, Imperio FC oder Girod. Danach zog es ihn zu Teams wie CD Logroñés, Racing Santander und Celta de Vigo, bevor er im Sommer 1948 zu Real Madrid wechselte. In den Reihen der Madrilenen gewann er viermal die spanische Meisterschaft, zweimal die Coupe Latine, sowie dreimal den europäischen Meistercup, wobei er im Jahre 1956, nach dem Finalspiel im Prinzenparkstadion, als Teamkapitän Real Madrids, der erste Fußballer überhaupt war, der die höchste europäische Trophäe in Empfang nehmen durfte. Für die spanische Nationalmannschaft bestritt er sieben Länderspiele. Im Jahre 1958 beendete er seine aktive Karriere.

### Erfolge
International
- Europapokal der Landesmeister (3): 1956, 1957, 1958
- Coupe Latine (2): 1955, 1957

National
- Spanische Meisterschaft (4): 1954, 1955, 1957, 1958

## Trainerkarriere
Nachdem er seine Fußballschuhe an den Nagel gehängt hatte, begann er als Trainer bei der Agrupación Deportiva Plus Ultra, der Zweitmannschaft von Real Madrid, bevor er nur ein Jahr später in derselben Funktion zu Real Madrids erster Mannschaft wechselte. Unter seiner Führung dominierte der Klub den spanischen und internationalen Fußball über weite Strecken. Unter anderem konnte er neunmal die spanische Meisterschaft und zwei weitere Male den Europapokal der Landesmeister gewinnen (womit er der erste war, dem dies als Spieler und Trainer gelang). Eine seiner härtesten Entscheidungen war mit Sicherheit die Ausmusterung der Real-Legende Alfredo Di Stéfano im Jahr 1964. In der Folge schaffte es Muñoz allerdings, aus einer jungen Riege spanischer Fußballer, darunter Namen wie Pirri, Amancio, Manuel Sanchís, Zoco oder Velázquez, sowie dem einzigen aus glorreichen Zeiten übergebliebenen Star Paco Gento, eine kompetitive Mannschaft zu formen. Diese konnte 1966, unter dem Spitznamen "El Madrid ye-yé”", erneut den Europapokal der Landesmeister emporheben. 1974 verließ er den Verein nach 14 Jahren als Trainer der ersten Mannschaft. Im Anschluss trainierte er die spanischen Vereine FC Granada, UD Las Palmas und FC Sevilla, bevor er 1982 zur spanischen Nationalmannschaft wechselte. Mit dieser erreichte er das Endspiel der Fußball-Europameisterschaft 1984, wo man gegen Platinis Franzosen 2:0 unterlag. 1988 beendete er seine Laufbahn als Trainer nach der EM in Deutschland.

### Erfolge

#### Nationalmannschaft
- Vize-Europameister: 1984 (Spanien)

#### Real Madrid
International
- Europapokal der Landesmeister (2): 1960, 1966
  - Finalist (2): 1962, 1964
- Weltpokal: 1960
  - Finalist: 1966

National
- Spanische Meisterschaft (9): 1961, 1962, 1963, 1964, 1965, 1967, 1968, 1969, 1972
  - Vizemeisterschaft (2): 1960, 1966
- Spanischer Pokal (2): 1962, 1970
  - Finalist (3): 1960, 1961, 1968

## Persönliches
Miguel Muñoz starb 1990 im Alter von 68 Jahren an massiven Blutungen aus Ösophagusvarizen.